# Erycesta caudigera
Erycesta caudigera är en tvåvingeart som först beskrevs av Camillo Rondani 1861.  Erycesta caudigera ingår i släktet Erycesta och familjen parasitflugor. Inga underarter finns listade i Catalogue of Life.